# Quvenzhané Wallis
Quvenzhané Wallis (pronuncia-se [kwəˈvɛnʒəneɪ]; nascida em 28 de agosto de 2003) é uma atriz americana. É mais conhecida pela sua interpretação como Hushpuppy no drama Beasts of the Southern Wild, pela qual recebeu uma indicação ao Oscar da Academia de Melhor Atriz, sendo a mais nova atriz a receber uma indicação nessa categoria.

## Biografia e carreira
Quvenzhané nasceu na Louisiana, filha de Qulyndreia, uma professora, e Wallis Venjie, um motorista de caminhão. "Quven", a primeira parte de seu nome, combina os primeiros nomes de seus pais, enquanto sua mãe afirmou que Zhane significa "fada" em Swahili.
Quvenzhané, aos cinco anos, teve que mentir sobre sua idade para um teste para seu primeiro trabalho atuando no papel principal em Beasts of the Southern Wild porque a idade mínima para ser aceita era seis. Ela finalmente superou cerca de 4 000 candidatos para o papel de Hushpuppy - a menina prodígio indomável que vive com seu pai doente na miséria, em Luisiana. O diretor Benh Zeitlin disse que quando ela fez o teste, ele imediatamente percebeu que ele descobriu o que estava procurando, e mudou o roteiro do filme para acomodar sua personalidade de temperamento forte. Sua habilidade de leitura, grito e da habilidade de arrotar impressionou o diretor que deu o papel a ela. O filme estreou no Festival de Sundance em janeiro de 2012, com várias críticas a seu favor. Em maio de 2012, Wallis voou para a França para a estreia do filme no Festival de Cannes. O filme recebeu muitos elogios, e também elogios foram dados a Quvenzhané por seu excelente desempenho, ganhando o prestigiado prêmio de Caméra d'Or de Melhor Filme. Em 10 de janeiro de 2013, aos nove anos, Quvenzhané Wallis se tornou a indicada ao Oscar de melhor atriz mais jovem de todos os tempos e terceiro mais jovem de sempre em todas as categorias. No entanto, ela tinha apenas seis durante as filmagens.

## Filmografia

### Cinema
| Ano  | Título                      | Papel            | Notas          |
| ---- | --------------------------- | ---------------- | -------------- |
| 2012 | Beasts of the Southern Wild | Hushpuppy        |                |
| 2013 | Boneshaker                  | Blessing         | Curta-metragem |
| 2013 | 12 Years a Slave            | Margaret Northup |                |
| 2014 | Kahlil Gibran's The Prophet | Almitra          |                |
| 2014 | Annie                       | Annie            |                |
| 2015 | Fathers & Daughters         | Lucy             |                |
| 2016 | Trolls                      | Harper           |                |

### Televisão
| Ano  | Título                  | Papel           | Notas                  |
| ---- | ----------------------- | --------------- | ---------------------- |
| 2019 | Black-ish               | Kyra            | 5 episódios            |
| 2021 | Swagger                 | Crystal Jarrett | 10 episódios           |
| 2022 | American Horror Stories | Bianca          | Episódio: "Bloody Mary |

## Prêmios e indicações
| Ano  | Prêmio                                                                                              | Trabalho                    | Resultado |
| ---- | --------------------------------------------------------------------------------------------------- | --------------------------- | --------- |
| 2013 | Academy Award for Best Actress                                                                      | Beasts of the Southern Wild | Indicado  |
| 2013 | African-American Film Critics Association Award for Best Breakthrough Performance                   | Beasts of the Southern Wild | Venceu    |
| 2013 | Alliance of Women Film Journalists Award for Best Breakthrough Performance                          | Beasts of the Southern Wild | Venceu    |
| 2013 | Austin Film Critics Association for Breakthrough Artist Award                                       | Beasts of the Southern Wild | Venceu    |
| 2013 | Black Reel Award for Best Actress                                                                   | Beasts of the Southern Wild | Venceu    |
| 2013 | Black Reel Award for Best Breakthrough Performance                                                  | Beasts of the Southern Wild | Venceu    |
| 2013 | Broadcast Film Critics Association Award for Best Actress                                           | Beasts of the Southern Wild | Indicado  |
| 2013 | Broadcast Film Critics Association Award for Best Young Performer                                   | Beasts of the Southern Wild | Venceu    |
| 2013 | Chicago Film Critics Association Award for Best Actress                                             | Beasts of the Southern Wild | Indicado  |
| 2013 | Chicago Film Critics Association Award for Most Promising Performer                                 | Beasts of the Southern Wild | Venceu    |
| 2013 | Dallas-Fort Worth Film Critics Association Award for Best Actress                                   | Beasts of the Southern Wild | Indicado  |
| 2013 | Denver Film Critics Society for Best Actress                                                        | Beasts of the Southern Wild | Indicado  |
| 2013 | Florida Film Critics Circle Award for Best Breakout Performance                                     | Beasts of the Southern Wild | Venceu    |
| 2013 | Gotham Award for Breakthrough Performance                                                           | Beasts of the Southern Wild | Indicado  |
| 2013 | Hollywood Film Festival New Hollywood Award                                                         | Beasts of the Southern Wild | Venceu    |
| 2013 | Houston Film Critics Society for Best Actress                                                       | Beasts of the Southern Wild | Indicado  |
| 2013 | Independent Spirit Award for Best Female Lead                                                       | Beasts of the Southern Wild | Indicado  |
| 2013 | MTV Movie Award for Best Breakthrough Performance                                                   | Beasts of the Southern Wild | Indicado  |
| 2013 | NAACP Image Award for Outstanding Actress in a Motion Picture                                       | Beasts of the Southern Wild | Indicado  |
| 2013 | National Board of Review Award for Breakthrough Actress                                             | Beasts of the Southern Wild | Venceu    |
| 2013 | New York Film Critics Online Award for Breakthrough Performance                                     | Beasts of the Southern Wild | Venceu    |
| 2013 | Online Film Critics Society Award for Best Actress                                                  | Beasts of the Southern Wild | Indicado  |
| 2013 | Phoenix Film Critics Society Award for Best Actress                                                 | Beasts of the Southern Wild | Indicado  |
| 2013 | Phoenix Film Critics Society Award for Best Youth Performance in a Lead or Supporting Role – Female | Beasts of the Southern Wild | Venceu    |
| 2013 | Phoenix Film Critics Society Award for Breakthrough Performance                                     | Beasts of the Southern Wild | Venceu    |
| 2013 | Santa Barbara International Film Festival — Virtuoso Award                                          | Beasts of the Southern Wild | Venceu    |
| 2013 | Satellite Award for Best Breakthrough Actress                                                       | Beasts of the Southern Wild | Venceu    |
| 2013 | Saturn Award for Best Performance by a Younger Actor                                                | Beasts of the Southern Wild | Indicado  |
| 2013 | St. Louis Gateway Film Critics Association Award for Best Actress                                   | Beasts of the Southern Wild | Indicado  |
| 2013 | Utah Gateway Film Critics Association Award for Best Actress                                        | Beasts of the Southern Wild | Indicado  |
| 2013 | Washington D.C. Area Film Critics Association Award for Best Breakthrough Performance               | Beasts of the Southern Wild | Venceu    |
| 2013 | Women Film Critics for Best Youth Performance                                                       | Beasts of the Southern Wild | Venceu    |
| 2013 | Young Artist Awards for Best Performance in a Feature Film - Leading Young Actress                  | Beasts of the Southern Wild | Venceu    |
| 2015 | Young Artist Awards for Best Performance in a Feature Film - Leading Young Actress                  | Annie                       | Venceu    |
| 2015 | Golden Globe Award for Best Actress in a Motion Picture – Comedy or Musical                         | Annie                       | Indicado  |
| 2015 | NAACP Image Award for Outstanding Actress in a Motion Picture                                       | Annie                       | Indicado  |
| 2015 | Broadcast Film Critics Association Award for Best Young Performer                                   | Annie                       | Indicado  |
| 2015 | Black Reel Award for Best Actress                                                                   | Annie                       | Indicado  |
| 2015 | Women Film Critics Circle Award for Best Young Actress                                              | Annie                       | Indicado  |